# Jüdischer Friedhof (Ottweiler)

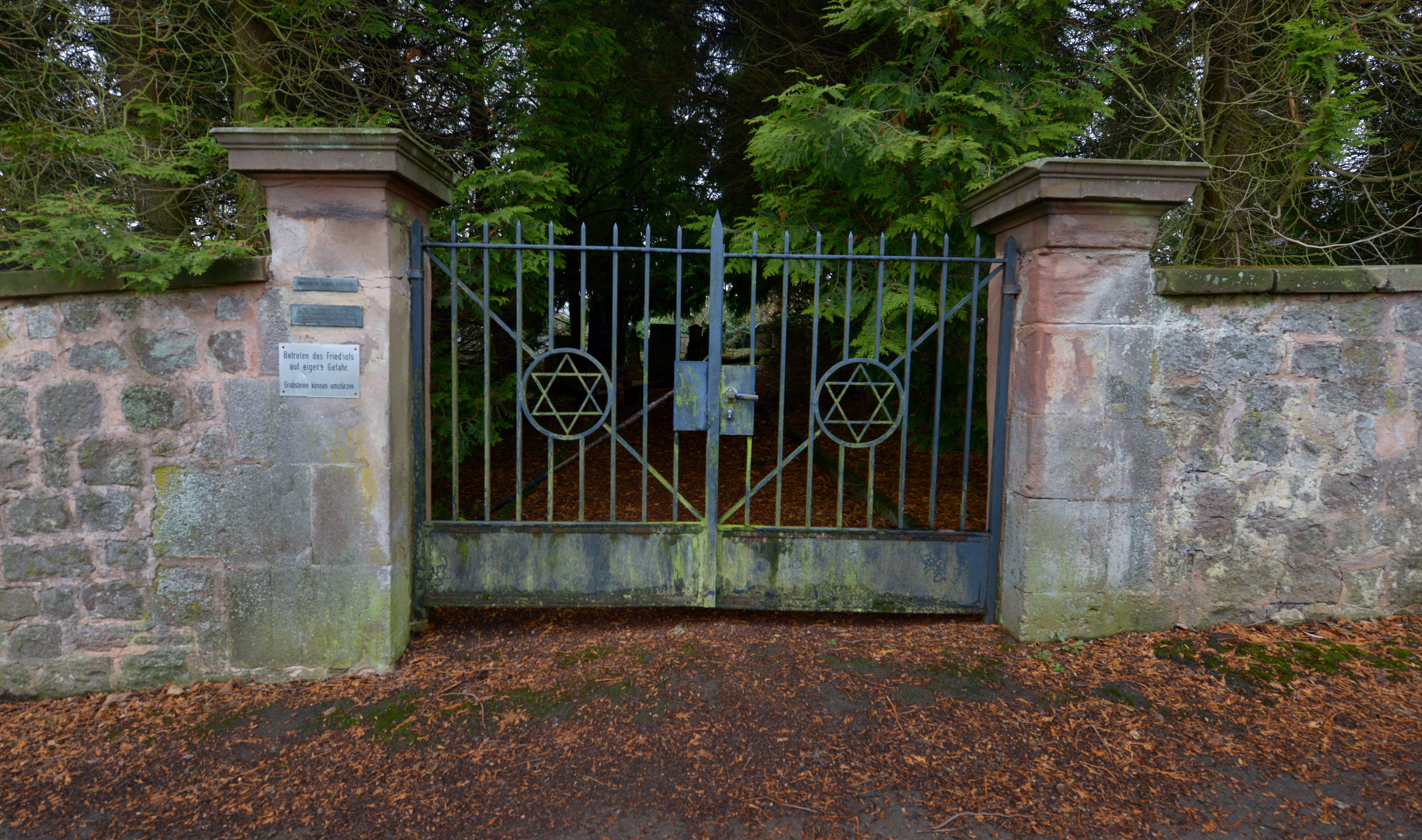
Eingangstor des jüdischen Friedhofs in Ottweiler, Saarland (2018)

Der Jüdische Friedhof in Ottweiler war der Friedhof der jüdischen Gemeinde in Ottweiler im saarländischen Landkreis Neunkirchen. Er steht unter Denkmalschutz.

## Geschichte
Die Toten der jüdischen Gemeinde wurden zunächst in auf dem jüdischen Friedhof Illingen beigesetzt. Auf Anordnung des damaligen Landrates Carl von Rohr mussten die Juden des Ortes ihre Verstorbenen ab 1842 in Ottweiler bestatten und bekamen dafür einen eigenen Friedhof. Zu dieser Zeit erreichte die Zahl der in Ottweiler lebenden Juden ihren Höchststand; eine selbstständige Synagogengemeinde konstituierte sich aber erst 1896.
Die letzte Beisetzung fand 1935 statt. 1938 wurde der Friedhof verwüstet, 1945 wiederhergestellt. Heute sind etwa 80 Grabsteine erhalten. Das älteste noch erhaltene Grab des Friedhofs stammt aus dem Jahr 1864.